# Silva Batuta
Walter Machado da Silva, mais conhecido como Silva ou Silva Batuta (Ribeirão Preto, 2 de janeiro de 1940 — Rio de Janeiro, 29 de setembro de 2020), foi um futebolista brasileiro que atuou como atacante.
Recebeu o apelido de "Batuta" do radialista Jorge Cury, por ser um jogador extremamente inteligente e com espírito de liderança.

## Carreira
Silva veio das divisões de base do São Paulo. No profissional, fez apenas oito partidas e não marcou nenhum gol.
Após passagens por Batatais e Botafogo-SP, chegou ao Corinthians em 1961 para se tornar uma referência no ataque e um dos principais nomes do futebol do estado. Apesar de não ter sido campeão pelo alvinegro, ajudou o Timão a chegar à final do Paulista de 62. Pelo Timão, Silva realizou 140 jogos e marcou 89 gols.
Batuta foi campeão carioca pelo Flamengo no ano do Quarto Centenário da cidade do Rio de Janeiro, em 1965, onde fez gols decisivos em 6 dos 14 jogos do Estadual e marcou o gol do título. O atacante, que destacou-se e marcou 70 gols pelo clube em 132 jogos, foi convocado para a Copa do Mundo de 1966. Ao todo, fez 6 jogos e anotou 2 gols pela Seleção.
Seu passe pertencia ao Corinthians durante a passagem pelo Flamengo, que não teve dinheiro para comprá-lo. Então, após o Mundial da Inglaterra, o Barcelona desembolsou Cr$ 600 milhões pelo atacante, que, devido a Espanha ainda não permitia o registro de jogadores estrangeiros, atuou apenas partidas amistosas, sendo 15 no total, e 8 gols.
Retornou no ano seguinte para defender o Santos por empréstimo e ser campeão paulista da temporada.
Em março de 1968 voltou à Gávea por empréstimo. Estreou contra o Cruzeiro de Tostão, Piazza, Dirceu Lopes e cia, em um amistoso no Maracanã, onde o Fla goleou o time mineiro por 5 x 1, com dois gols de Silva.
De lá partiu para a Argentina. Até hoje ainda é o único brasileiro goleador máximo no país platino, liderando o Metropolitano de 1969 com 14 gols (em 23 jogos) pelo Racing. No total, pela Academia, fez 28 partidas e marcou 18 gols.
Retornou ao Rio e ajudou o Vasco a conquistar o Carioca de 1970, quando o Gigante da Colina encerrou um jejum de 12 anos.
Emprestado ao Botafogo, chegou ao triangular final do Brasileiro no ano seguinte (vencido pelo Atlético-MG).
Defendeu o Rio Negro, de Manaus, no Campeonato Brasil de 1973. 
Encerrou sua carreira em 1975 aos 35 anos, no Tiquire Flores da Venezuela.
Após se aposentar em 1974, virou olheiro do Clube de Regatas do Flamengo. Também trabalhou com eventos agendando casamentos, batizados e festa de formatura na Gávea.
Em 2006, formou-se em Direito e passou a exercer a profissão de advogado.
Em novembro de 2014 foi lançada sua biografia.

## Títulos
São Paulo
- Taça dos Campeões Estaduais Rio-São Paulo: 1957
- Campeonato Paulista: 1957[14]
- Taça Charles Miller: 1956
- Torneio Roberto Gomes Pedrosa: 1956

Flamengo
- Campeonato Carioca: 1965
- Copa Mohamed V: 1968
- Torneio Gilberto Alves: 1965
- Torneio Quadrangular de Vitória: 1965

Santos
- Campeonato Paulista: 1967

Vasco da Gama
- Campeonato Carioca: 1970
- Taça José de Albuquerque: 1972
- Torneio Quadrangular do Rio de Janeiro: 1973
- Troféu Pedro Novaes: 1973
- Torneio Erasmo Martins Pedro: 1973

Rio Negro
- Taça Almir de Albuquerque: 1973
- Taça Cidade de Manaus: 1973

Seleção Brasileira
- Taça Bernardo O'Higgins: 1966

## Prêmios individuais
Vasco
- Jogador do ano: Melhor jogador do Vasco na temporada 1970

## Morte
Estava internado do Hospital Pró-Cardíaco em Botafogo, Zona Sul do Rio de Janeiro, quando faleceu no dia 29 de setembro de 2020 aos 80 anos.